# Isoetes velatum
El helecho juncal (Isoetes velatum) es una hierba perteneciente a la familia de las isoetáceas.

## Descripción
Hierba perenne con tallo subterráneo corto, grueso, no ramificado y hojas numerosas formando una roseta, sentadas, estrechamente linear-lanceoladas de 5-30 cm de longitud con margen transparente, en la base desprovistas de engrosamientos basales córneos, y con una escama (lígula) ovada u ovado-lanceolada por encima del esporangio. Heterospórea, con esporangios situados en la base de la hoja y cubiertos con un velo membranoso; los femeninos en las hojas más externas y los maculinos en las internas. Esporas femeninas (macrosporas) gruesas, de 0,3-0,5 mm, tetraédricas , tuberculadas.

## Distribución y hábitat
Mediterráneo Occidental. Vive en charcas, lagunas y en cursos de agua someros desecados en verano. Esporula desde finales del invierno y en primavera. Declarada DD (Datos insuficientes) en Andalucía.